# 刀鱼汁面
刀鱼汁麵是一道传统上海面食，为上海老半斋酒楼所创。
刀鱼汁麵虽无刀鱼肉，但使用长江刀鱼及猪骨、蹄膀、老母鸡等原材料熬制汤底，出汤色白浓厚，咸鲜味，加入面条，搭配肴肉而食。刀鱼有海刀、湖刀、江刀之分，其中以江刀最为名贵。老半斋的刀鱼正是“江刀”，采购于江苏靖江一带长江流域的码头。